# Shana Abé
Shana Abé es una escritora estadounidense nacida en Texas.

## Biografía
Shana Abé nació en Texas. Pasó gran parte de su infancia viviendo en Colorado, con un breve período en México como estudiante de intercambio extranjera, y a los diecisiete años vivió en Japón como modelo. Durante sesiones de modelaje, Abé empezó a escribir su primera novela. Su escritura se centraba en el drama, ya que era su género de lectura favorito. Más tarde asistió a la universidad en Los Ángeles, donde se graduó con un título en drama.
Su segunda novela, también un romance contemporáneo, obtuvo el tercer lugar en un concurso de escritura. Envió el libro a varios agentes potenciales, muchos de los cuales respondieron de forma negativa. Shana no estaba dispuesta a ajustar su escritura a algunas de las reglas que gobernaban los romances contemporáneos, por lo que eligió concentrarse en los romances históricos. Para su primer intento de romance histórico, la recién casada Abé eligió contar la historia de su propio romance con su marido, ambientada en la época medieval. El manuscrito fue comprado por la editorial Bantam Books y publicada como A Rose in Winter.
Muchas de las novelas posteriores de Abé también se han establecido en el período medieval. Eligió esa época de la historia debido a su "gran sentido de la dicotomía ... por inspirar pensamientos de grandeza, cortesía y caballerosidad, pero al mismo tiempo por tener un aspecto descarnado y crudo que no se puede negar".

### Novelas
- A Rose in Winter (1998)
- The Promise of Rain (1998)
- The Truelove Bride (1999)
- Intimate Enemies (2000)
- A Kiss at Midnight (2000)
- The Secret Swan (2001)
- The Last Mermaid (2004)

### Serie de Drákon
- The Smoke Thief (2005)
- The Dream Thief (2006)
- Queen of Dragons (2007)
- The Treasure Keeper (2009)
- The Time Weaver (2010)

### SerieThe Sweetest Dark
- The Sweetest Dark (2013)
- The Deepest Night (2013)